# Times of Suriname
Times of Suriname is een landelijk dagblad in Suriname. Het is eigendom van Rudisa International, opgericht door Dilip Sardjoe (1949-2023). 
De krant verschijnt in broadsheetformaat. De krant brengt het algemene nieuws en verschijnt zes dagen per week, niet op zondag. In de vrijdageditie is er extra aandacht voor cultuur en in de zaterdageditie voor  toerisme. Verder bevat elke editie Engelstalig nieuws uit binnen- en buitenland. 

## Geschiedenis
In het jaar 2003 besloten Nita Ramcharan, voormalig hoofdredacteur, en Edward Troon, fotojournalist, om een krant op te richten. Ook Dilip Sardjoe en Edward Troon werden erbij betrokken. Vanaf de oprichting in 2003 tot april 2004 hadden de medeoprichters Nita Ramcharan en Edward Troon de leiding. Zij werden in mei 2004 opgevolgd door Dennis Samson en Wilfred Leeuwin. Vanaf 2006 was de leiding in handen van Dennis Samson en Alirio Polsbroek, maar nadat Dennis Samson medio 2011 opstapte, nam Alirio Polsbroek de leiding.

## Vorm en inhoud
Na een periode van experimenten met de vormgeving ontstond er in 2006 een herkenbaar format. Dit houdt onder meer in dat de voorpagina een populaire stijl heeft met politieke en sociaal-maatschappelijke berichten, waarmee specifieke doelgroepen worden aangetrokken. De krant bestaat uit twee katernen, waarbij in het eerste katern voornamelijk nieuws uit binnen- en buitenland aan bod komt. Het tweede katern bevat onder meer een relatief groot gehalte aan amusement over Hollywood en Bollywood en Engelstalig nieuws uit binnen- en buitenland. Times of Suriname beschikt vanaf 2011 over een kleurenpers, daarnaast is ook de prepress-apparatuur volledig vernieuwd. De website biedt een beperkte selectie uit het nieuws, maar er bestaat wel een elektronische editie.